# Kevin Yakob
Kevin Enkido Yakob (født 10. oktober 2000 i Göteborg) er en svensk (med  assyrisk baggrund) fodboldspiller, der spiller for danske AGF, hvortil han skiftede fra IFK Göteborg i august 2022.

## Karriere

### Ungdom
Yakobs forældre stammer fra Irak, men han er født i Göteborg. Her begyndte han at spille i Assyriska BK, hvorfra han i en alder af ni år kom ind på IFK Göteborgs ungdomsakademi i 2010, hvor han spillede to år. I 2012 skiftede han til Angered MBIK i udkanten af Göteborg, hvor han spillede de følgende tre år. Som 15-årig skiftede han til BK Häcken, hvor han spillede de følgende år.

### BK Häcken
I oktober 2018 fik Yakob som 18-årig debut i Allsvenskan i en kamp, hvor han oven i købet scorede et mål. Uheldigvis pådrog han sig snart derefter en alvorlig knæskade, der holdt ham ude næsten et år. I sommeren 2020 blev han udlejet  til Utsiktens BK i den næstbedste række, inden han i sommeren 2021 skiftede til IFK Göteborg.

### IFK Göteborg
Hos IFK fik Yakob for alvor sit gennembrud, da det i hans første sæson blev til 53 førsteholdskampe, deraf 38 kampe i Allsvenskan, hvor han scorede seks mål.

### AGF
I august 2022 købte AGF ham til førsteholdet i den danske superliga, hvor han var tænkt som afløser for Albert Grønbæk, der netop var blevet solgt. Han fik en femårig kontrakt med den aarhusianske klub. Han debuterede 1. september samme år i en pokalkamp mod Vatanspor, som AGF vandt 8-0, og Yakob lavede her tre målgivende afleveringer og scorede en enkelt gang. Han fik superligadebut nogle dage senere, da AGF tabte til FC Nordsjælland, og nogle uger senere scorede han sit første mål i Superligaen i en kamp mod AaB, hvor AGF vandt 3-1.

## Landshold
I 2018 debuterede Yakob på Sveriges U/18-landshold, og i sin anden kamp på holdet scorede han sit første landsholdsmål.
Da han har irakiske rødder, fik han i 2022 henvendelser fra det irakiske fodboldforbund om at stille op for Irak, hvilket han overvejede, da han ikke de senere år havde hørt fra det svenske fodboldforbund. I juni 2023 blev han udtaget til Iraks A-landshold, og han debuterede 16. juni i en venskabskamp mod Colombia. Han var med fra start, men blev skadet i midten af første halvleg og måtte udgå.